# Squalius pyrenaicus
Squalius pyrenaicus é uma espécie de peixe actinopterígeo da família Cyprinidae.
Pode ser encontrada nos seguintes países: Portugal e Espanha.
Os seus habitats naturais são: rios, rios intermitentes e áreas de armazenamento de água.
Está ameaçada por perda de habitat.